# Neletální zbraň

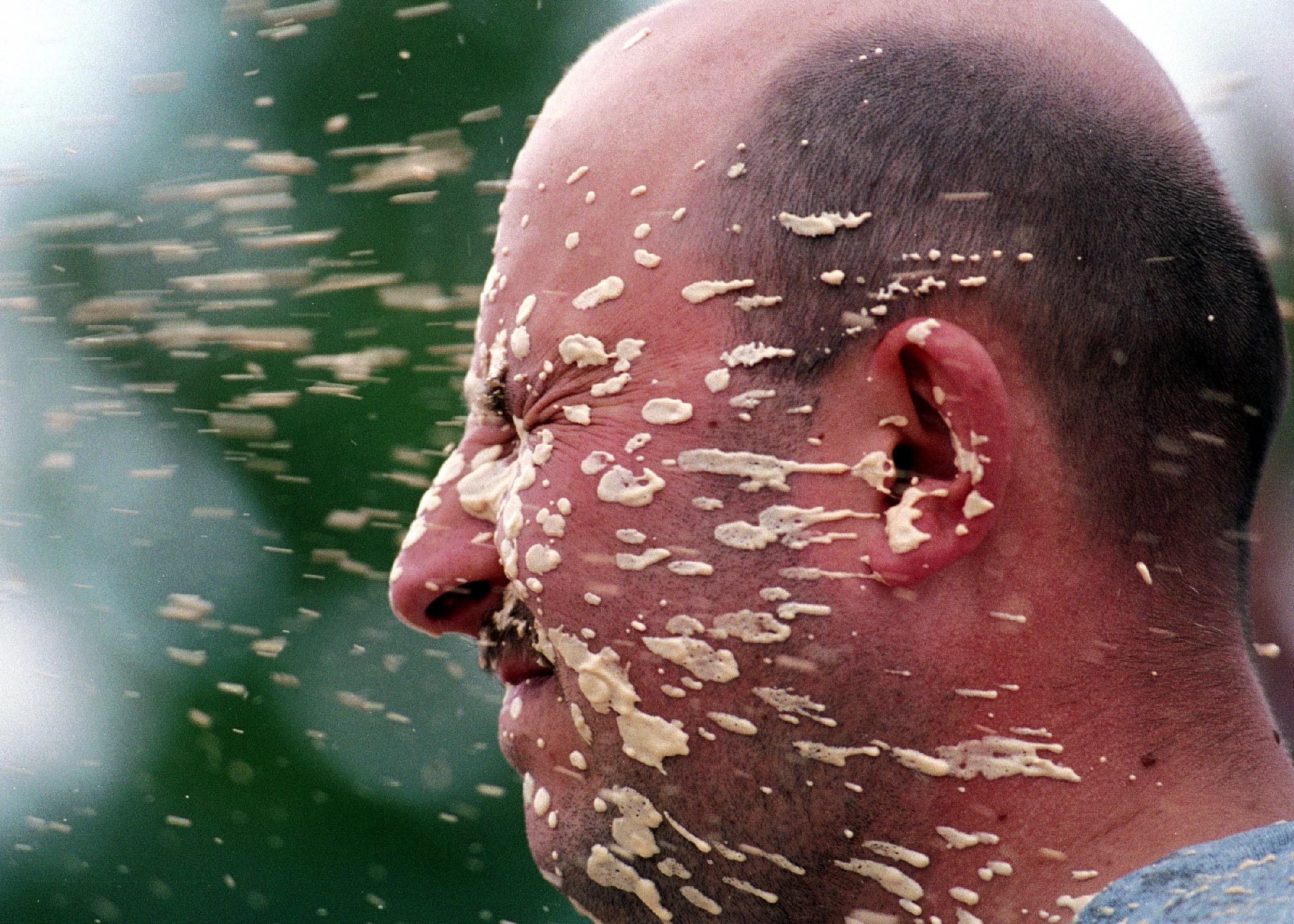
Cvičení s pepřovým sprejem

Neletální zbraň neboli nesmrtící zbraň je taková zbraň, jejímž primárním účelem není protivníka usmrtit, ale dočasně vyřadit z boje, aniž by byl ohrožen jeho život. Letální znamená smrtící (z latinského letum – smrt).
Neletální zbraně se používají především k sebeobraně a při policejních akcích. Ve vojenských akcích jsou používány méně, nicméně používala je např. americká armáda při bojích v Somálsku či ve válce v Perském zálivu. Používání některých neletálních zbraní zakazují mezinárodní úmluvy, např. používání slzného plynu či vodních děl. Neletální zbraně se používají také ke znehybnění zvířat.
Princip fungování neletálních zbraní je různý:
- pryžový projektil vystřelovaný ze střelné zbraně – účelem je způsobit bolest, ale ne závažné zranění;
- vodní dělo – tryska s vysokým tlakem vody; užívá se k rozhánění davu;
- optická zbraň – například vysoce účinný světlomet, oslňující granát (flashbang), laser sloužící k dočasnému oslepení protivníka; při sebeobraně se někdy kombinuje s pepřovým sprejem;
- pepřový sprej (OC), slzný plyn (CS) a podobné látky (užívané převážně k sebeobraně) a různé jiné dráždivé látky; také ve formě projektilu do střelné zbraně;
- malodorant – silně páchnoucí a dočasně paralyzující chemická sloučenina;
- zbraň vyvolávající elektrický šok – elektrický paralyzér a taser;
- elektromagnetická zbraň – působí vyzařovanými elektromagnetickými vlnami;
- akustická zbraň – způsobuje bolest zvukem; zatím ve stadiu experimentů;
- některé chemické zbraně – zejména látky omamné, uspávací a psychoaktivní;
- grafitová puma – vyřazením dílčích prvků elektrické rozvodné sítě zkratem znemožní protivníkovi bojovat; zkrat na elektrickém vedení způsobí rozmetané částečky grafitu, které jsou přitahovány k elektrickému vedení. Obvykle rychle ničí pojistky elektrických rozvoden. Možnosti a účinnost univerzální pumy s grafitovou submunicí byly poprvé ověřeny ve válce v Perském zálivu v roce 1991;[1]
- k neletálním zbraním lze řadit i prostředky nemateriální:
  - informační blokáda
  - informační válka
  - mystifikace
  - navigační válka
  - psychologická válka
  - radioelektronická válka aj.

Některé neletální zbraně (pepřový sprej, některé typy elektrického paralyzéru) jsou v České republice legální a volně prodejné, ovšem v jiných zemích  může být jejich držení omezeno zákonem (pepřový sprej je zakázán např. v Itálii či Norsku, elektrický paralyzér ve Velké Británii). Elektrické paralyzéry (tzv. tasery) používá mj. Policie České republiky.
Neletální zbraně jsou předmětem zkoumání a experimentů.